# Trichoptya testacea
Trichoptya testacea är en fjärilsart som beskrevs av Rothschild 1916. Trichoptya testacea ingår i släktet Trichoptya och familjen nattflyn. Inga underarter finns listade i Catalogue of Life.